# Kapel van Sint Maarten (Hoogelande)

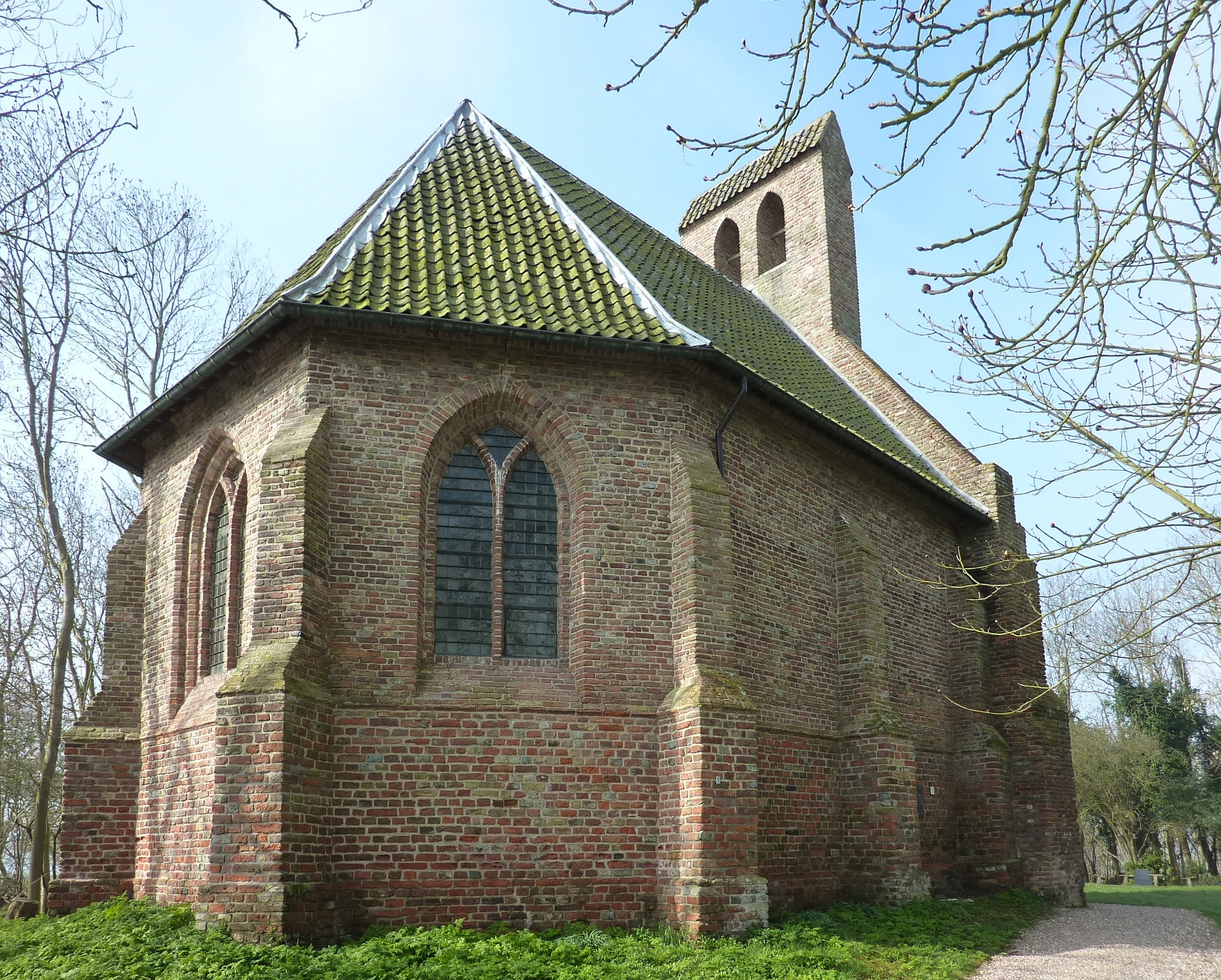
Die Sint-Maarten Kapelle

Die Sint Maarten Kapel ist eine spätgotische reformierte Kapelle in der Bauerschaft Hoogelande bei  Grijpskerke in der niederländischen Gemeinde Veere (Provinz Zeeland). Sie war ursprünglich der Chorraum einer mittelalterlichen Pfarrkirche, der bis 1964 Ruine war. Die Kapelle wird von einer freien evangelischen Gemeinde genutzt ist seit 1967 als Rijksmonument eingestuft.

## Geschichte

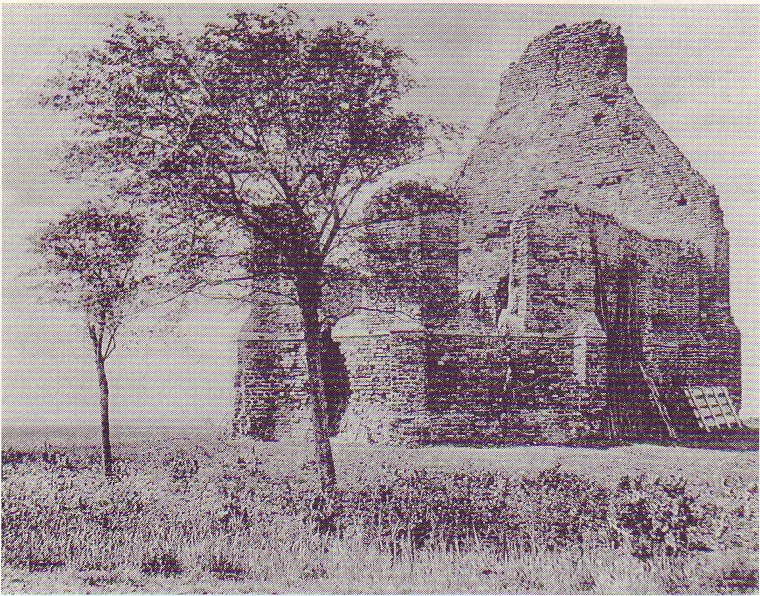
Die Kirchenruine. Zustand um 1900

Die Bezeichnung als Kapelle Sint Maarten beruht nicht auf einem heute dem Martin von Tours gewidmeten Sakralbau, sondern auf einer Erinnerung an die  dem Heiligen geweihte zerstörte Vorgängerkirche. Den Bau einer ersten Kapelle in Hoogelande belegt eine Stiftungsurkunde des Bischofs Balduin II. aus dem Jahre 1189. Die Kapelle war eine Tochtergründung der Middelburger Westmünsterkirche, die ebenfalls St. Martin geweiht war. Diese war 1575 im Zuge der Reformation niedergelegt worden. Im 15. Jahrhundert war die Hoogelander Gemeinde so weit angewachsen, dass der größere Neubau einer spätgotischen Pfarrkirche notwendig wurde. Diese wurde während der Belagerung Middelburgs 1572–1574 während des Achtzigjährigen Krieges bis auf den Chor mit dem Triumphbogen zerstört. Die Ruine ist mehrfach künstlerisch dargestellt worden, so 1754 von Aart Schouman.
Nach dem Zweiten Weltkrieg begannen Überlegungen zur Sicherung und Wiederherstellung der Ruine als Kapelle, die schließlich 1964–1965 zum heutigen Bau führten. Dabei hat man den spätgotischen Chor rekonstruiert und auf die Wand mit dem Triumphbogen einen Dachreiter aufgesetzt und den Bogen mit einem großen Holzportal geschlossen. Durch die Schließung des Spitzbogens mit dem Portal ergibt sich heute für die Westfassade der optisch irreführende Effekt eines wesentlich kleineren Baus.